# Máy trạm âm thanh kỹ thuật số

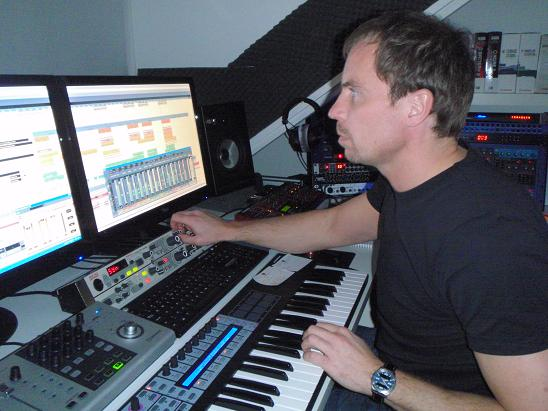
Sản xuất nhạc bằng máy trạm âm thanh kỹ thuật số (DAW) với thiết lập nhiều màn hình

Máy trạm âm thanh kỹ thuật số (Digital audio workstation - DAW) là một thiết bị điện tử hoặc phần mềm ứng dụng được sử dụng để ghi âm, chỉnh sửa và tạo tập tin âm thanh . Các DAW có nhiều cấu hình khác nhau từ một chương trình phần mềm duy nhất trên máy tính xách tay, đến một bộ phận độc lập tích hợp, cho đến cấu hình rất phức tạp của nhiều thành phần được điều khiển bởi một máy tính trung tâm. Bất kể cấu hình, các DAW hiện đại có giao diện trung tâm cho phép người dùng thay đổi và trộn nhiều bản ghi và bản nhạc thành một bản được sản xuất cuối cùng.
DAW được sử dụng để sản xuất và ghi âm nhạc, bài hát, bài phát biểu, đài phát thanh, truyền hình, nhạc phim, podcast, hiệu ứng âm thanh và gần như mọi tình huống khác khi cần âm thanh ghi âm phức tạp.

## Lịch sử
Những nỗ lực ban đầu tại các máy trạm âm thanh kỹ thuật số trong những năm 1970 và 1980 đã gặp phải những hạn chế như giá thiết bị lưu trữ cao và tốc độ xử lý và tốc độ ổ đĩa chậm chạp tại thời điểm đó.
Vào năm 1978, Soundstream, công ty đã tạo ra một trong những máy ghi băng âm thanh kỹ thuật số thương mại đầu tiên vào năm 1977, đã chế tạo ra thứ có thể được coi là máy trạm âm thanh kỹ thuật số đầu tiên sử dụng một số phần cứng máy tính hiện tại nhất thời bấy giờ. Hệ thống chỉnh sửa kỹ thuật số, như Soundstream đã gọi nó, bao gồm một máy tính mini DEC PDP-11/60 chạy gói phần mềm tùy chỉnh có tên DAP (Digital Audio Processor - Bộ xử lý âm thanh kỹ thuật số), ổ đĩa cứng Braegen 14", dao động ký lưu trữ để hiển thị dạng sóng âm thanh để chỉnh sửa và thiết bị đầu cuối hiển thị video để điều khiển hệ thống. Các thẻ giao diện được cắm vào các khe Unibus của PDP-11 (Giao diện âm thanh kỹ thuật số hoặc DAI) đã cung cấp đầu vào và đầu ra âm thanh analog và kỹ thuật số để giao tiếp với các máy ghi âm kỹ thuật số và đầu ghi băng analog thông thường. Phần mềm DAP có thể thực hiện các chỉnh sửa đối với âm thanh được ghi trên đĩa cứng của hệ thống và tạo ra các hiệu ứng đơn giản như các hiệu ứng mờ dần chéo.
Đến cuối những năm 1980, một số máy tính ở cấp độ người tiêu dùng như MSX ( Yamaha CX5M ), Apple Macintosh, Atari ST và Commodore Amiga bắt đầu có đủ sức mạnh để xử lý chỉnh sửa âm thanh kỹ thuật số. Các kỹ sư sử dụng Soundedit của Macromedia, với Replay Professional của Microdeal và "Sound Tools" của Digidesign và "thiết kế âm thanh" với các mẫu âm thanh chỉnh sửa cho lấy mẫu bàn phím giống như E-mu Emulator II và Akai S900 . Ngay sau đó, mọi người bắt đầu sử dụng chúng để chỉnh sửa âm thanh bản nhạc hai track đơn giản và tổng hợp âm thanh .
Năm 1989, Sonic Solutions phát hành hệ thống chỉnh sửa âm thanh phi tuyến dựa trên đĩa chuyên nghiệp đầu tiên (48   kHz ở 24 bit) . Hệ thống Sonic dựa trên máy tính Macintosh IIfx, dựa trên nghiên cứu được thực hiện trước đó tại Sprocket Systems của George Lucas, nổi bật với việc phát hành đĩa CD hoàn chỉnh, với điều khiển tích hợp trình chỉnh sửa âm thanh kỹ thuật số dựa trên băng U-matic tiêu chuẩn của Sony.
Năm 1994, một công ty ở California tên là OSC đã sản xuất một ứng dụng ghi âm chỉnh sửa 4 bài hát có tên là DECK chạy trên hệ thống phần cứng của Digidesign, được sử dụng trong sản xuất "Freakshow" [LP] của The Residents . 
Nhiều phòng thu âm lớn cuối cùng đã "chuyển qua kỹ thuật số" sau khi Digidesign giới thiệu phần mềm Pro Tools, được mô hình hóa theo phương pháp truyền thống và luồng tín hiệu trong hầu hết các thiết bị ghi âm tương tự. Tại thời điểm này, hầu hết các DAW đều dựa trên Apple Mac (ví dụ: Pro Tools, Studer Dyaxis, Sonic Solutions ). Khoảng năm 1992, các DAW dựa trên Windows đầu tiên bắt đầu xuất hiện từ các công ty như Phần mềm chất lượng sáng tạo (IQS) (nay là SAWStudio ), Soundscape Digital Technology, SADiE, Echo Digital Audio và Spectral Synthesis. Tất cả các hệ thống tại thời điểm này đã sử dụng phần cứng chuyên dụng để xử lý âm thanh.
Năm 1993, công ty Đức Steinberg phát hành Cubase Audio trên Atari Falcon 030 . Phiên bản này mang lại hiệu ứng tích hợp DSP với ghi và phát lại âm thanh 8 rãnh chỉ sử dụng phần cứng gốc. Sản phẩm chỉ dành cho phần mềm dựa trên Windows đầu tiên, được giới thiệu vào năm 1993, là Samplitude (đã tồn tại vào năm 1992 với tư cách là trình chỉnh sửa âm thanh cho Commodore Amiga).
Năm 1996, Steinberg đã giới thiệu Cubase có thể ghi và phát lại tới 32 bản âm thanh kỹ thuật số trên Apple Macintosh mà không cần bất kỳ phần cứng DSP bên ngoài nào. Cubase không chỉ mô hình hóa một giao diện giống như băng để ghi và chỉnh sửa, mà còn sử dụng VST, mô hình hóa toàn bộ bàn trộn và giá hiệu ứng phổ biến trong các studio tương tự. Điều này đã cách mạng hóa thế giới DAW, cả về tính năng và giá cả, và nhanh chóng được bắt chước bởi hầu hết các hệ thống DAW đương đại khác.